# 康卡斯特中心
康卡斯特中心（英語：Comcast Center）是一座位于美國賓夕法尼亞州費城市中心的摩天大樓。其高度達297（974英尺），是費城第二高的摩天大樓，僅次於康卡斯特科技中心。在2001年的建造計劃中，該大廈稱賓夕法尼亞廣場一號（One Pennsylvania Plaza），但此計劃在2005年開工之前被兩度修改，最終在2005年定下現名。其名來自大廈的關鍵承租人康卡斯特，而該大廈實際就是康卡斯特的總部大樓，大樓中89%的建築面積都屬於康卡斯特。大廈採用環保的設計方法，是費城最高的節能型建築之一。

## 外部連結
- Liberty Property Trust overview （页面存档备份，存于）
- Comcast Center on CTBUH Skyscraper Center
- Philadelphia tourism site （页面存档备份，存于）
- Phillyskyline （页面存档备份，存于）
- Skyscraper Sunset （页面存档备份，存于）
- Philadelphia Inquirer construction slideshow

| 紀錄                  | 紀錄                                                   | 紀錄                      |
| --------------------- | ------------------------------------------------------ | ------------------------- |
| 前任者： 自由广场一号 | 賓夕法尼亞州最高建築物列表 297（974英尺） 2008——2018年 | 繼任者： 康卡斯特科技中心 |
| 前任者： 自由广场一号 | 費城最高建築物列表 297（974英尺） 2008——2018年         | 繼任者： 康卡斯特科技中心 |